# Hoseynabad (31°05′ N 53°20′ E)
Hoseynabad (em persa: حسين اباد, também romanizada como Ḩoseynābād; também conhecida como Hosein Abad Abarghoo, Ḩoseynābād-e Abrqū e Husainābād) é uma aldeia do distrito rural de Mehrabad, no condado de Abarkuh, da província de Yazd, Irã.
No censo de 2006, sua população era de 289 habitantes, em 83 famílias.